# Preâmbulo

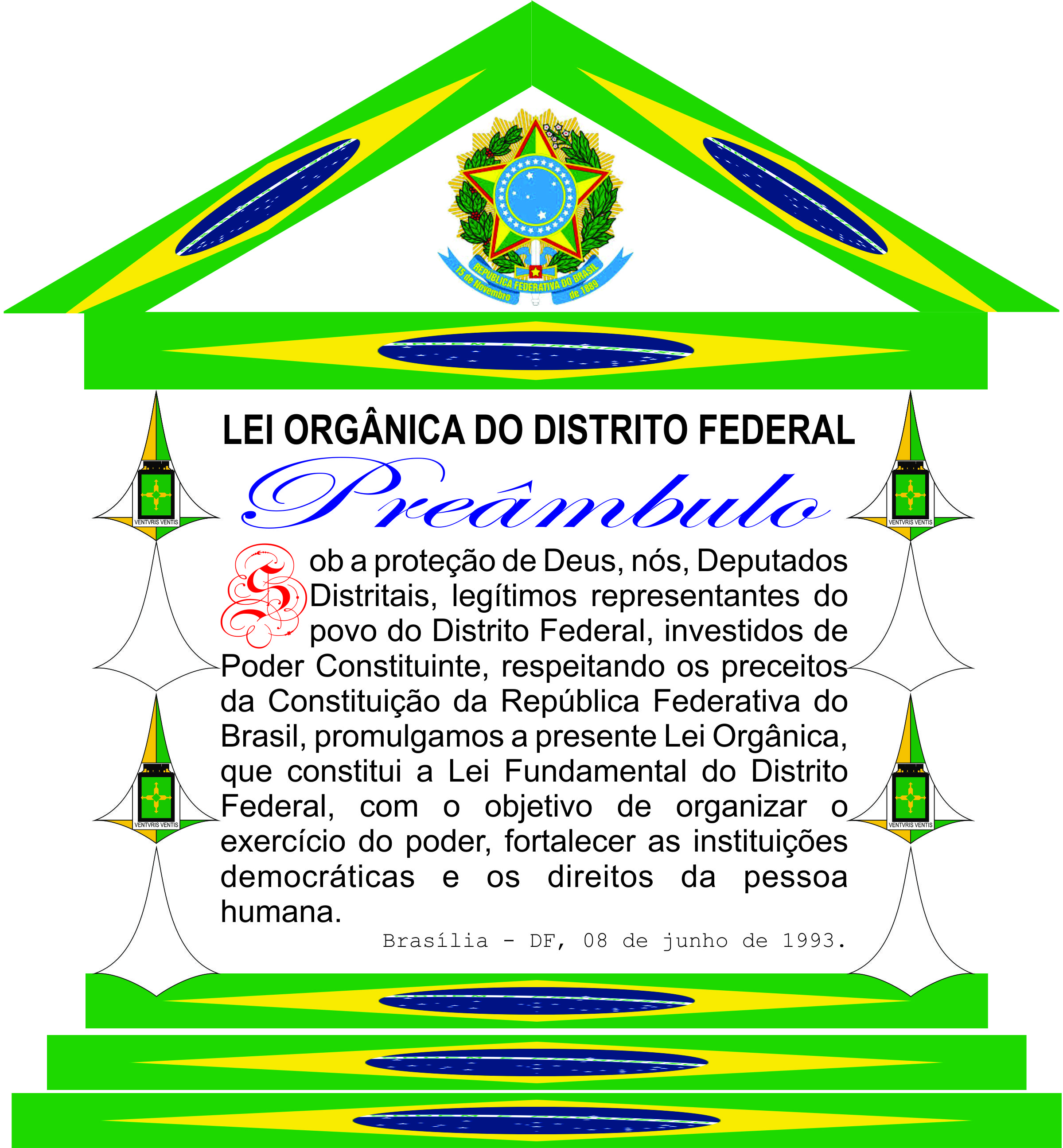
Preâmbulo da Lei Orgânica do Distrito Federal (Brasil).

Preâmbulo em termos linguísticos é a parte inicial de um texto, uma fala e um discurso. Em literatura constitucional é uma breve declaração introdutória que afirma os termos gerais dos propósitos e princípios orientadores fundamentais de uma constituição.